# Eukrohnia calliops
Eukrohnia calliops är en djurart som tillhör fylumet pilmaskar, och som beskrevs av McLelland 1989. Eukrohnia calliops ingår i släktet Eukrohnia och familjen Eukrohniidae. Inga underarter finns listade i Catalogue of Life.